# Zoysia hondana
Zoysia hondana är en gräsart som beskrevs av Jisaburo Ohwi. Zoysia hondana ingår i släktet Zoysia och familjen gräs. Inga underarter finns listade i Catalogue of Life.